# Майнхоф, Ингеборг
Ингеборг Мария Элиза Майнхоф, в девичестве Гутхардт (нем. Ingeborg Marie Elise Meinhof (Guthardt); 9 июня 1909, Швибус — 2 марта 1949, Ольденбург) — немецкий историк искусств и искусствовед, мать немецкой журналистки и террористки Ульрики Майнхоф.

## Биография
Ингеборг Майнхоф — дочь Йоханнеса Гутхардта (родился в 1884 году в Боркене) и Марты Клюге. Состояла в Социалистическом рабочем молодёжном движении. Вскоре, окончив среднюю школу в 1928 году, Ингеборг вышла замуж за Вернера Майнхофа, историка искусств. Несколько месяцев она обучалась во Флоренции, после чего переехала в Ольденбург, где Вернер работал помощником в Национальном музее. В 1931 году Ингеборг родила дочь Винке, а спустя три года родилась вторая дочь Ульрика.
В 1936 году Майнхофы переехали в Тюрингию, где Вернер был назначен директором Городского музея Йены. 7 февраля 1940 года он умер после долгой борьбы с раком поджелудочной железы. Ингеборг устроилась работать в Йене преподавателем на семинарах. Она подружилась с Ренатой Римек, которая вскоре переехала жить в дом Майнхофов. Они стали помощницами профессора Йоханна фон Леерса, преподавателя Йенского университета по исследовательской теме «Германская правовая, экономическая и политическая история на расовых основаниях». В 1943 году Ингеборг защитила докторскую диссертацию по теме «Оформление эпохи Средних веков и Нового времени в изобразительном искусстве», аналогичного успеха добилась Римек с диссертацией «Флагелланты Тюрингии эпохи Позднего Средневековья и движение гейсслеровцев». В конце войны в 1945 году Рената и Ингеборг с дочерьми перебрались в Бад-Бернек, где Ингеборг работала учительницей начальной школы. В 1946 году Майнхоф и Римек сдали снова государственные экзамены в Ольденбурге и продолжили работу в женской гимназии.
В 1948 году у Ингеборг обнаружили рак. Несмотря на операцию осенью 1948 года, после осложнений она умерла 2 марта 1949 года. Осиротевшие Винке и Ульрика были взяты под опеку Ренаты.
Писательница Ютта Дитфурт в своей книге приписывала Ингеборг девятимесячный роман с писателем Фридрихом Гризе, однако утверждала, что это закончилось скандалом. Скромно об этом писал и Алоис Принц, но не упоминал фамилии Гризе. История романа Ингеборг и Фридриха описывается в романе «Деревья на ветру» (нем. Bäume im Wind), вышедшем в 1937 году.

## Сочинения
- Mittelalterliche und neuzeitliche Gestaltung in der bildenden Kunst. Eine Unterscheidung ihres Formwollens, unter besonderer Berücksichtigung des Ornaments. Jena 1943 (Hochschulschrift; Jena, Phil. F., Diss., 1943)